# Festival de Inverno de Pedro II
O Festival de Inverno de Pedro II é um evento anual gratuito realizado, desde 2004, no município de Pedro II (Piauí).

Tem início, tradicionalmente, no feriado de Corpus Christi, indo até o domingo seguinte, e atrai milhares de turistas e visitantes de todo o país.
O evento é realizado através de uma parceria da Prefeitura de Pedro II, do Governo do Estado do Piauí e do Sebrae.
É considerado o maior evento cultural do Piauí e um dos maiores do Nordeste, envolvendo música, gastronomia, artesanato e meio ambiente, bem como considerado o maior festival de inverno gratuito do Norte e Nordeste do Brasil.
O festival é um importante evento que valoriza a cultura, comércio e turismo locais durante quatro dias de festividades, fomentando a economia de Pedro II com a tradicional feira de artesanato, experiências gastronômicas, ecoturismo e a comercialização de joias com Opala, pedra preciosa encontrada apenas em Marte e em dois lugares da Terra: Pedro II e Austrália.
Multissetorial, o festival conta, além das apresentações musicais, com espaços gastronômicos e de empreendedorismo, além de exposição fotográfica, feira da agricultura familiar, passeios urbanos pelos casarios coloniais, passeios rurais, trilhas, banhos de cachoeiras, espaço criança, intervenções artísticas e circenses, entre outras atrações.
Há palcos em diferentes pontos da cidade, onde são apresentados shows ao vivo, durante o dia e a noite, por vezes de forma simultânea. Os shows principais ocorrem no Palco Opala, na Praça Manoel Nogueira Lima, popularmente conhecida como Praça da Bonelle.
Na Praça Matriz há a Vila Empreendedora, com estandes para comercialização de variados produtos e serviços, e, no entorno da Praça da Bonelle, há a Vila Gastronômica
Durante o evento, o ponto turístico mais visitado é o Morro do Gritador, cânion a uma altura de 729 metros do nível do mar, com mirante que possui bar e restaurante. O local oferece vista privilegiada dos paredões de rocha e vegetação nativa, bem assim dos vales no horizonte, possuindo um clima serrano raro na região.

## Atrações ao longo das edições
Ao longo das dezenove edições, já se apresentaram como atrações principais Gal Costa, Paulo Ricardo, Milton Nascimento, Geraldo Azevedo, Toquinho, Dominguinhos, Fagner, Erasmo Carlos, Ana Carolina, Skank, Alcione, Jorge Ben Jor, Frejat, Vanessa da Mata, Adriana Calcanhoto, Zeca Baleiro, Toni Garrido, Cidade Negra, João Bosco, Biquíni Cavadão, Paralamas do Sucesso, Armandinho Macedo, Stanley Jordan, Nando Reis, Maria Rita, Arnaldo Antunes, Lenine, Elba Ramalho, Melim, Hermeto Pascoal, Ivan Lins, Renato Borghetti, Leila Pinheiro, Danilo Caymmi, Fernanda Takai, Leo Gandelman, Oswaldinho do Acordeon, JJ Jackson, Rosa Marya Colin, Kenny Brown, Edson Cordeiro, Maria Gadú, Zélia Duncan, Diogo Nogueira, Donny Nichilo, Roberta Campos, O Teatro Mágico, Alice Caymmi, Anavitória, Top Gun, Lagum, Duda Beat, Teófilo, Gilsons, Flávio Venturini, Chico César, Ritchie, Ana Canãs, Ira!, Validuaté, Maneva, Marcelo Falcão, Os Incríveis, Demônios da Garoa, Baco Exu do Blues, Marina Elali e maestro Eduardo Lages, Xande de Pilares, Criolo, Samuel Rosa, Nenhum de Nós, Detonautas, entre outros.

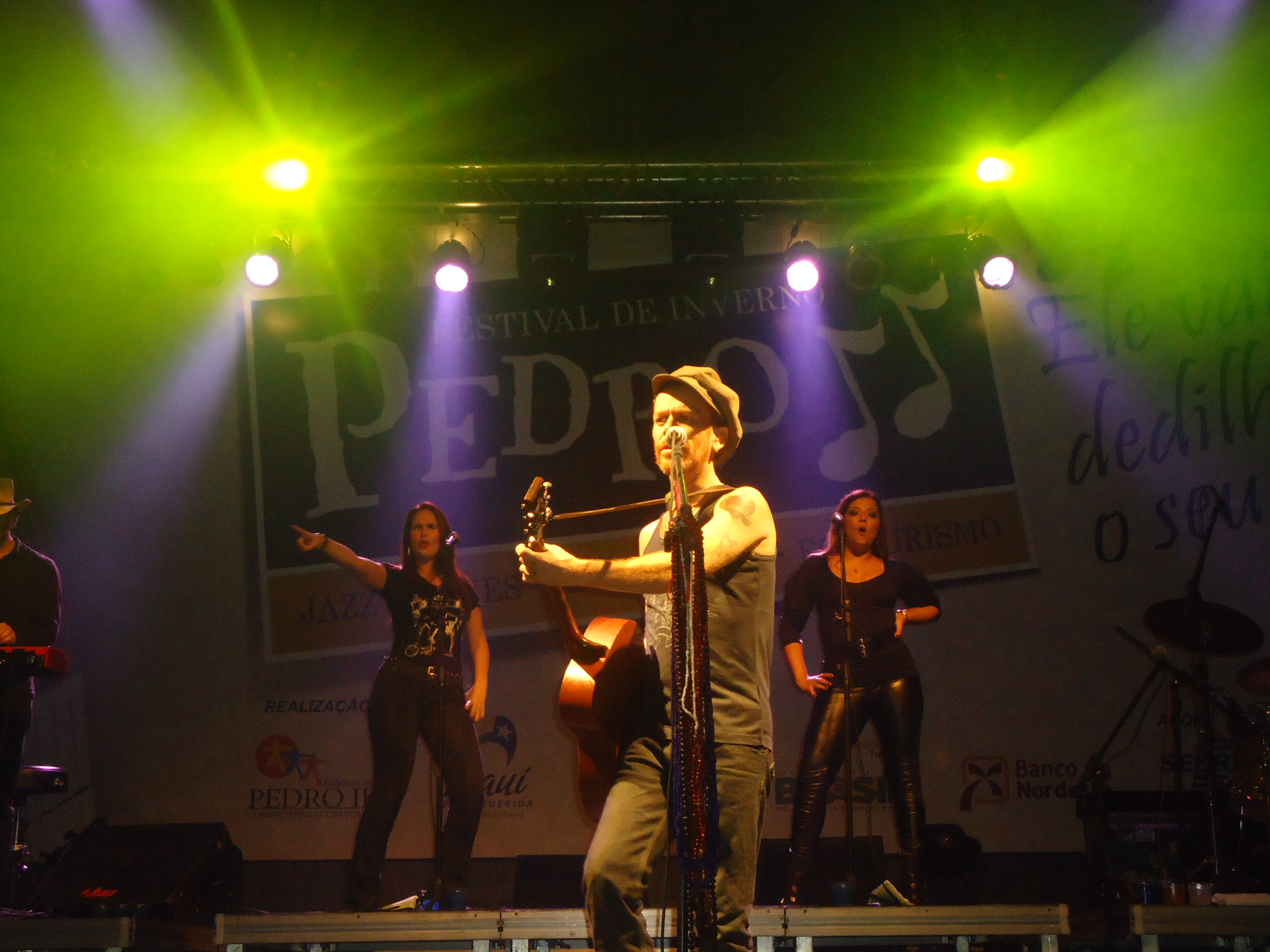
Nando Reis apresentando-se no Festival de Inverno de Pedro II, em 2011

## 2020 a 2022: Cancelamento em virtude da pandemia de Covid-19
De 2020 a 2022 o evento não foi realizado, tendo em vista as medidas de segurança impostas em razão da pandemia de Covid-19.

## Retorno em 2023
Com o fim da pandemia, o evento retornou com a 17ª edição em 2023, durante os dias 8, 9, 10 e 11 de junho.
Contou com seis palcos:
- Palco Opala, principal espaço de eventos, na Praça da Bonelle, onde se apresentaram Alice Caymmi, Anavitória, Vanessa da Mata, Top Gun, Lagum, Duda Beat, Teófilo, Gilsons, Frejat, Banda Retrô, Flávio Venturini e Chico César;
- Palco Jazz, na Praça do Recanto (Deputado Milton Brandão), voltado para apresentações de jazz e blues;
- Palco O Gritador, na Praça Matriz (Domingos Mourão), com shows de artistas locais e regionais de diferentes estilos, como rock, MPB e forró;
- Palco Mirante do Gritador, no Morro do Gritador, Serra dos Matões;
- Palco no Mercado do Artesão;
- Palco Carlos Cordeiro, com visibilidade à música e dança de artistas e grupos locais.
A prefeitura municipal divulgou que 60 mil pessoas passaram pela 17ª edição do festival.

## 18ª edição em 2024
Com o tema "A Emoção em Todos os Sentidos", o festival foi realizado entre os dias 30 de maio e 02 de junho de 2024.
Novamente, o evento contou com seis palcos espalhados pela cidade: além do palco principal (Palco Opala), foram montados o Palco Gritador, a Praça do Jazz, o Tablado Carlos Cordeiro, o Palco Mirante do Gritador e o Palco Mercado do Artesão, por onde passaram mais de 70 artistas.
As atrações que se apresentaram no Palco Opala foram: Ana Carolina, Ritchie e Orquestra Sanfônica (quinta-feira); Ira!, Demônios da Garoa, Ana Cañas e Dandinha (sexta-feira); Paulo Ricardo, Maneva, Validuaté e Sonayra (sábado); Marcelo Falcão, Maria Gadú, Love Roses e James Casablanca (domingo).
Segundo dados da Secretaria de Infraestrutura de Pedro II, cerca de 90 mil pessoas passaram pela Praça da Bonelle durante a 18ª edição.

## 19ª edição em 2025
A edição de 2025 teve, novamente, seis palcos distribuídos por diferentes pontos da cidade, contando o Palco Opala, onde ocorrem os shows noturnos principais, com as seguintes atrações: Biquini, Baco Exu do Blues e Marina Elali e maestro Eduardo Lages (quinta-feira); Xande de Pilares, Criolo, Patrola e Florais da Terra Quente (sexta-feira), Samuel Rosa, Nenhum de Nós, Retrohits e Alquimia Tropical (sábado); Detonautas, Alma Roots e Calango Joy (domingo).
Por sua vez, os outros cinco palcos (Palco Gritador, Praça do Jazz, Tablado Carlos Cordeiro, Palco Mirante do Gritador e Palco Mercado do Artesão) destacaram a diversidade cultural, indo desde atrações de jazz a performances de dança, manifestações folclóricas e artistas independentes.
O cantor Xande de Pilares, umas das atrações do segundo dia, enquanto hospedado em um chalé na Serra dos Matões, fez postagens em seu Instagram enaltecendo as belezas naturais de Pedro II.
Já Samuel Rosa, que retornou ao festival, dessa vez em carreira solo, em entrevista concedida após sua apresentação, destacou a beleza do Morro do Gritador e ressaltou o desejo de voltar à cidade com a família, "para um banho de cachoeira".

Em suas redes sociais, ainda fez postagem sobre o show e a cidade:

"Não poderia deixar de subir um post, ainda que com certo atraso, sobre a catarse coletiva que vivemos no último sábado na querida Pedro Segundo PI no @festivaldeinverno.p2. O que foi aquilo??? Meu Deus! Mesmo tendo vivido já muitos anos rodando o Brasil e até outros países, ainda não me acostumo com noites como essa. Estarrecedor. Que carinho, que cumplicidade, um combo de conexão musical nesse festival incrível. Ah, digno de nota também a beleza do lugar, um dos mais belos que do Brasil. E viva Pedro Segundo!".